# Frank II. Borselenski
Frank II. Borselenski je bil visoki zelandski plemič, ki je živel od približno 1395 do 19. novembra 1470. Med drugim je bil stadtholder Holandije in Zelandije, vendar je najbolj znan kot četrti mož grofice Jakobe Bavarske.

## Življenje
Frank Borselenski je imel svoj glavni grad v Sint-Maartensdijku, leta 1422 pa je podedoval tudi  grad Zuylen in pripadajoče gospostvo, tako da je postal tudi gospod Zuylenski vse do svoje smrti. Že istega leta 1422 so mu ta grad popolnoma porušile sile Utrechtskih "trnkov" v t.i. "vojnah trnkov in trsk" . Bil je zadnji zakoniti moški potomec te zakonite veje svoje rodbine gospodov Borselenskih. Bilo pa je tudi nekaj vej izvenzakonsko spočetih potomcev njegovih predhodnikov, vključno z nekaj njegovih nezakonskih otrok. Leta 1433 je po priznanju njegove poroke z Jakobo Bavarsko in ko se je ta odpovedala grofijam Holandije in Zelandije ter Flandrije, sta v dosmrtno uživanje dobila grofijo Oosterbant in je tako postal grof Oosterbanta. Bil je tudi gospodar delov Ekerena in Ettenhovna (Hoevenen). Nekoč je bil v Ekerenu Oosterbantski dvor (Hof van Oosterbant).
Od konca leta 1421 do začetka leta 1423 je imel pomembno vlogo v finančni politiki grofije Holandije. V letih 1422-1423 je bil hkrati svetnik Janeza III. Bavarskega, uradnega guvernerja grofije, po njegovi smrti pa ga je leta 1425 njegov naslednik Janez IV. Brabantski imenoval za upravitelja Zelandije. Postal je tudi intendant Tholena, upravitelj in veliki kapitan dežel Voorde in Arkel ter kapitan Haarlema. 13. januarja 1426 se je boril na strani Filipa Dobrega v obleganju Brouwershavena, ki ga je izvedla Filipova flota proti skupnim silam Anglije in "Trnkov" Jakobe Bavarske, takrat uradno grofice Holandije, Zelandije in Hainauta. Rešil je Filipa in bil ranjen s puščico. Filip ga je po bitki povzdignil v viteza.
Vrhunec njegove kariere je bilo obdobje 1426-1432. 21. marca 1426 je njega in njegovega pranečaka Henrika II. Borselenskega vojvoda Filip Burgundski imenoval za generala in velikega kapitana Zelandije. Skupaj s svojima bratrancema Florisom in Filipom je 25. decembra 1430 dobil v zastavo Holandijo, Zelandijo, Frizijo in Zevenbergen.
Leta 1429 je ustanovil kolegij kanonikov v Sint-Maartensdijku. V tej cerkvi je v jugozahodnem vogalu malega kora dal postaviti še obstoječo grobnico nad grobom svojih staršev. Nagrobnik je prvotno prikazoval kip viteza v oklepu in njegove žene, ob nogah katerih je ležal pes ali lev. Malo pred smrtjo je ustanovil Kapoenhof, dom za onemogle, znan tudi kot "hiša sv. Martina" (St. Maartenshuis), ki je bila blizu St. Maartensdijka, v polderju Oudeland.
Ko je vojvoda  Filip Burgundski postal grof Nizozemske in Zelandije in je po hudi bitki leta 1428 premagal uporno Jakobo Bavarsko, je pogodba iz Delfta določala, da lahko obdrži svoj naslov, Filip pa je postal njen dedič. Brez njegovega dovoljenja ji ni bilo dovoljeno se ponovno poročiti. Frank Borselenski je v imenu Filipa nadzoroval "Trske". Ko je bila Jakoba v stiski z denarjem, ji je Frank pomagal in po zbližanju sta se zaljubila. Poleti 1432 sta se domnevno na skrivaj poročila. Ko je Filip slišal za poroko, je dal ujeti Franka Borselenskega ter za njegovo izpustitev zahteval, da se Jakoba popolnoma odpove svojim grofovskim pravicam, kar je 12. aprila 1433 s Haaško pogodbo tudi storila. Ko je to storila, sta se leta 1434 znova zakonito poročila in skupaj preživela še nekaj srečnih let na gradu Teylingen blizu Sassenheima. Le dve leti kasneje 9. oktobra 1436 je Jakoba, še brez otrok in revna, umrla zaradi prebavne bolezni. Želja Jakobe Bavarske, da bi bila pokopana v cerkvi Sint-Maartensdijk, ni bila uslišana. Pokopana je bila s svojimi predniki v Dvorni kapeli v Binnenhofu v Haagu pod korom v cerkvi.
Frank Borselenski jo je preživel za nadaljnjih 34 let. Zaradi svoje zvestobe vojvodi je bil leta 1445 nagrajen z viteštvom v (burgundskem) redu zlatega runa.
Frank se ni več poročil. Imel pa je nezakonskega sina z gospo Margareto Aerseleško, ki je umrla 5. marca 1496. Nadalje je imel nezakonsko hčerko Danielo Herzelejsko, gospo Lilaersko, ter sina Floris Nezakonskega Borselenskega (1459-1505), ki je bil kasneje gospod Kortgeneški, Emeliški, Denderleeuw in Pameleški . Sam Frank je umrl 19. novembra 1470 v Den Brielu.

## Slike
- Poroka Jakobe Bavarske s Frankom Borselenskim leta 1434, gravura Johanna Wilhelma Kaiserja (1842).
- Jakoba Bavarska prosiFilipa Dobrega za milost za Franka Borselenskega, risba iz leta 1885.
- Frank Borselenski v grbovni knjigi reda zlatega runa.